# Местре Пастінья
Ма́йстер Пасті́нья (справжнє ім'я Вісенте Феррейра Пастінья; (5 квітня 1889, Сальвадор, Бразилія — 13 жовтня 1981) — майстер афро-бразильського бойового мистецтва капоейра.
Син бразильців Хосе Сеньйора Пастінья і Еухенії Марії де Карвальо, він ознайомився з капоейрою у віці восьми років, після знайомства з моряком-африканцем на ім'я Бенедіто. За розповідями капоейристів, Бенедіто побачив, що маленькій Вісенте не може дати відсіч у вуличних бійках з дорослішими хлопцями, і вирішив показати йому декілька рухів і прийомів. За наступної зустрічі з тим хлопцем, що раніше часто бив його, Пастінья так швидко здобув перемогу, що вражений хлопець став його учнем.

## Юність
Молодий Пастінья, за бажанням батька, вступив до мореплавної школи. У школі він продовжує практикувати капоейру, навчаючи там своїх друзів цьому мистецтву. У віці 21 року він залишає мореплавну школу, і планує стати професійним художником. В цей час він постійно практикує капоейру, незважаючи на те, що вона була офіційно заборонена в Бразилії.

## Власна школа

Рода групи Капоейра Ангола на площі Пелоріньо

У 1941 році, за запрошенням Аберре (порт. Aberrê) — одного зі своїх колишніх учнів — Пастінья приходить на вуличну роду «ladeira do Gengibirra», що проходила на майдані Незалежності (порт. Bairro da Liberdade) — місці, де в той час збирались на гру найкращі капоейристи — відомі майстри. Аберре також був достатньо відомий на цих родах. Після того, як Пастінья провів майже увесь день в роді, один з найкращих майстрів капоейри — майстер Аморжиньо (порт. mestre Amorzinho), запросив його на гру.
В результаті подібного спілкування, вже у 1942 році Пастінья засновує свою першу школу — Спортивний Центр Капоейри Анголи (порт. Centro Esportivo de Capoeira Angola), розташовану на відомій площі в Пелорінью. Він також увів форму для своїх учнів — чьорні штани і жовті футболки — кольори його улюбленої футбольної команди «Ypiranga» Futebol Clube (за час свого існування клуб завоював декілька престижних титулів, розпався у 1970 році). Ці кольори назавжди стали «визитною карточкою» всіх гравців Капоейри Ангола.
Местре Пастінья зі своєю групою бере участь у Першому Міжнародному Фестивалі Культури Народів Африки у Дакарі, Сенегал, що відбувся у 1966 році. В той рік Пастінья привіз з собою в Дакар таких великих майстрів, що були його учнями, як Жоао Гранді, Жоао Пекено, Гато Прето, Жилдо Алфінете, Роберто Сатанас і Камафеу де Ошоссі.
Ці події прийнято вважати відправними точками в історії міжнародного розвитку Капоейри Анголи.

## Останні роки
За своє життя Пастінья встиг попрацювати як чистильник взуття, мореплавець, шукач золота, охоронець в казино і будівельник у Порто де Сальвадор (порт. Porto de Salvador) — все лише для того, щоб мати гроші на їжу і займатися своєю улюбленою справою — бути анголейро.
Тим часом в Академію Пастіньї прийшли проблеми. Пастінью — старого, хворого і практично повністю сліпого — уряд попросив звільнити приміщення Академії Капоейри для його реконструкції. Пастінья так і зробив — але його приміщення до нього більше так і не повернулось. Натомість будівлю переобладнали під училище для офіціантів.
Пастінья помер 1981 року, пригнічений тим обманом, що здійснила з ним влада Бразилії, але жодного дня він не жалкував, що присвятив життя Капоейрі. Покинутий усіма, він помер у Сальвадорі.
Останню гру майстер зіграв 12 квітня 1981 року.
Пастінья, зачинатель і апологе Капоейри Ангола, помер у віці 92 років, 13 жовтня 1981 року. Його діло і переконання продовжили існувати завдяки двом його учням, двом майстрам — Жоао Гранді і Жоао Пекено, які продовжили навчати Капоейрі Ангола і досягли в цьому висот. На сьогодні Капоейра Ангола відома по всьому світу.
Д-р Даніель Доусон (англ. Dr. C. Daniel Dawson) написав про Пастінью:
|  | …Пастінья був тим капоейристом-діамандом, для гри якого характерна швидкість, гнучкість, і ввічливість (…). Пастінья бажав, щоб його учні розуміли практику, філософію і традиції Капоейри Ангола. Як він сам казав, «Я практикую справжню Капоейру Ангола і в моїй школі студенти вчаться бути правдивими і праведними. Це закон Капоейри Ангола. Я навчений цьому моїм дідом. Це — правило лояльності. Капоейра Ангола, якої я навчився — я не змінив її в моїй школі… Коли в мене навчаються люди — вони навчаються всьому. Вони знають — це боротьба, це хитрість. Ми повинні бути спокійними. Це не атакуюча боротьба. Капоейра вичікує. (…). Гарний капоейрист повинен вміти співати, грати капоейру і грати на інструментах капоейри…» |